# پروستاگلاندین دی۲
پروستاگلاندین دی۲ (به انگلیسی: Prostaglandin D2) با فرمول شیمیایی C۲۰H۳۲O۵ یک ترکیب شیمیایی با شناسه پاب‌کم ۴۴۸۴۵۷ است. که جرم مولی آن ۳۵۲٫۴۶۵ g/mol می‌باشد. 